# آماندا پوچ
آماندا پوچ (انگلیسی: Amanda Poach؛ زادهٔ ۲۵ ژوئیهٔ ۱۹۸۷) بازیکن فوتبال اهل ایالات متحده آمریکا است.